# Caloptilia stictocrossa
Caloptilia stictocrossa är en fjärilsart som först beskrevs av Turner 1947.  Caloptilia stictocrossa ingår i släktet Caloptilia och familjen styltmalar. Inga underarter finns listade i Catalogue of Life.